# Kurt Brazda
Pour les articles homonymes, voir Brazda.
 (décembre 2015).
Kurt Brazda est un réalisateur et photographe autrichien né le 26 avril 1947 à Vienne.

## Distinctions
- En 2008 il reçoit conjointement avec Rudolf Gelbard le Fernsehpreis der Österreichischen Erwachsenenbildung pour le film documentaire Der Mann auf dem Balkon: Rudolf Gelbard
- EUXXL Award 2010